# 薩莫特洛爾湖
61°7′4″N 76°45′32″E / 61.11778°N 76.75889°E
薩莫特洛爾湖（俄语：Самотлор），是俄羅斯的湖泊，位於該國中部漢特-曼西自治區，長11公里、寬7公里，面積64平方公里，該湖泊平均水深1.5米，最大水深3米。